# Qıpçaq
Qıpçaq (ryska: Кыпчак) är en ort i Azerbajdzjan.   Den ligger i distriktet Qax Rayonu, i den nordvästra delen av landet, 280 km väster om huvudstaden Baku. Qıpçaq ligger 221 meter över havet och antalet invånare är 616.
Terrängen runt Qıpçaq är platt västerut, men österut är den kuperad. Närmaste större samhälle är Qax, 15,0 km nordost om Qıpçaq.
Trakten runt Qıpçaq består till största delen av jordbruksmark. Runt Qıpçaq är det ganska glesbefolkat, med 38 invånare per kvadratkilometer.